# Néos Oropós
Néos Oropós är en ort i Grekland.   Den ligger i prefekturen Nomós Prevézis och regionen Epirus, i den centrala delen av landet, 290 km väster om huvudstaden Aten. Néos Oropós ligger 33 meter över havet och antalet invånare är 1 375.
Terrängen runt Néos Oropós är kuperad åt nordväst, men åt sydost är den platt. Runt Néos Oropós är det ganska glesbefolkat, med 26 invånare per kvadratkilometer. Närmaste större samhälle är Filippiáda, 13,9 km öster om Néos Oropós. == Kommentarer ==
1. ↑  Framräknat ur variansen i alla höjduppgifter (DEM 3") från Viewfinder Panoramas, inom 10 km radie.[2] Mer om algoritmen finns här: Användare:Lsjbot/Algoritmer.